# Brockley (Suffolk)
Brockley is een civil parish in het Engelse graafschap Suffolk met 281 inwoners.